# Rinchen Zangpo

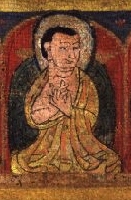
Richen Zangpo

Rinchen Zangpo (Lochen, 958 a 1055); también conocido como Mahaguru, fue uno de los principales Lotsawa o traductores de textos budistas del sánscrito al tibetano durante la segunda difusión del budismo en el Tíbet (también conocida como la Nueva Escuela de Traductores o el período de la Nueva Escuela Mantra) y el discípulo más reconocido de Atisha.

## Biografía
Rinchen Zangpo desde joven, fue enviado como noviciado junto con otros jóvenes a Cachemira, entre otros centros budistas, con el fin de formarse  por el emperador Yesh-es-od, quien se dice fue gobernante de las regiones de Zanskar, Guge, Spiti y Kinnaur con el fin de traer de vuelta las enseñanzas budistas al Tíbet occidental para su difusión. Mahaguru fue el discípulo más destacado del reconocido maestro indio, Atisha.
Entre otros de los Lostawa sobrevivientes, se incluyen (Locheng) Legpai Sherab. Así como el discípulo de Zangpo, Guge Kyithangpa Yeshepal quien escribió su biografía. Se dice que dentro de sus funciones, estuvieron la construcción de más de cien monasterios en el Tíbet occidental, incluyendo el famoso monasterio de Tabo en Spiti, Himachal Pradesh y la región de Poo en Kinnaur.
Historiadores afirman que Mahaguru, fue posiblemente la persona más importante en la "Segunda propagación del budismo" en el Tíbet. Mientras que otras fuentes afirman que posteriormente, se convirtió en rey de la parte occidental del Himalaya, Reino de Guge.

## Traducciones
Entre sus traducciones se encuentran la Viśeṣastavaṭikā por Prajñāvarman, que trabajó junto con Janardhana.